# Едисон (Охајо)
Едисон (енгл. Edison) град је у америчкој савезној држави Охајо.

## Демографија
По попису из 2010. године број становника је 437, што је 0 (0,0%) становника више него 2000. године.
| Група             | 2000.       | 2010.       |
| Белци             | 426 (97,5%) | 424 (97,0%) |
| Афроамериканци    | 0 (0,0%)    | 1 (0,2%)    |
| Азијати           | 1 (0,2%)    | 1 (0,2%)    |
| Хиспаноамериканци | 3 (0,7%)    | 8 (1,8%)    |
| Укупно            | 437         | 437         |